# 스테판 비신스키

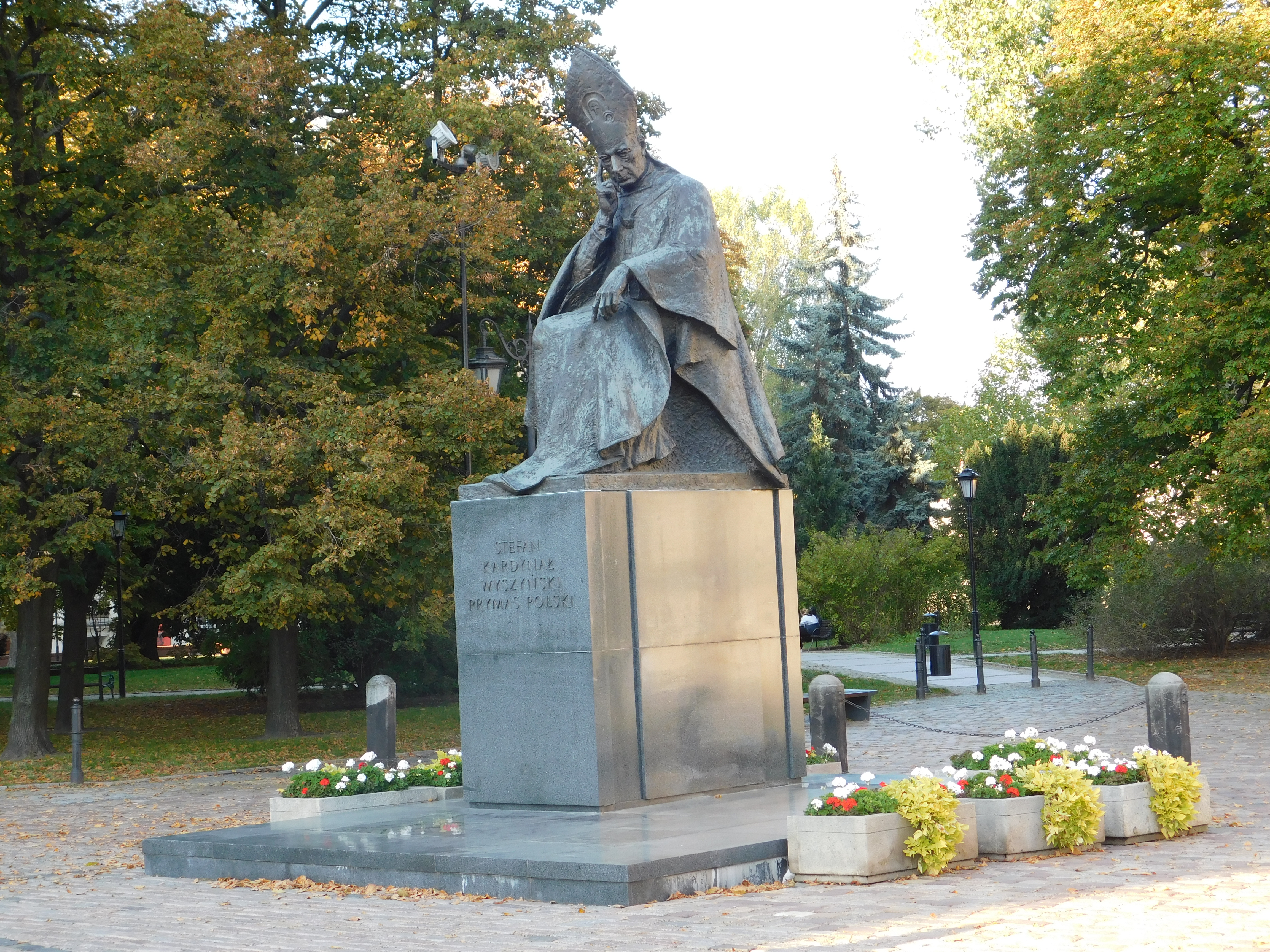
바르샤바에 있는 그의 동상

스테판 비신스키(폴란드어: Stefan Wyszyński, 1901년 8월 3일 - 1981년 5월 28일)는 폴란드 가톨릭교회의 고위 성직자이다. 루블린 교구장 주교(1946년 - 1948년)와 바르샤바 대교구장 주교 및 그니에즈노 대교구장 주교(1948년 - 1981년)를 지냈다. 1953년 1월 12일 교황 비오 12세에 의해 추기경에 서임되었다.
생전에 폴란드와 교회의 자유와 독립을 위하여 나치주의 및 공산주의에 맞서 싸운 공로로 오늘날 교황 요한 바오로 2세와 더불어 폴란드의 국민적 영웅으로 추앙받고 있다.

## 유년 시절과 사제 수품
비신스키는 부크강 인근의 주제라 마을에서 태어났다. 18세기 말엽의 분할 이후 비신스키가 태어난 고향은 제1차 세계대전 이전까지 러시아 제국의 영토였다. 이 지역의 폴란드 주민들은 러시아인들로부터 자신들의 전통과 폴란드인으로서의 민족적 각성을 포기하도록 강요받았다.
1912년 비신스키의 부친은 그의 교육을 위해 바르샤바로 보냈다. 비신스키의 모친은 그가 9세 때 사망하였다. 1915년 비신스키는 문법학교 교육을 마쳤다. 이후 비신스키는 브워츠와베크(Wloclawek)에 있는 가톨릭 신학교에 입학하였으며, 자신의 24번째 생일인 1924년 8월 3일에 건강이 악화되어 병원에 입원한 후 사제 서품을 받았다.

## 사제와 교수
비신스키는 사제가 된 후 폴란드 가톨릭 신자들의 영적 안식처인 쳉스토호바의 야스나고라 성당에서 처음으로 장엄미사를 봉헌하였다. 야스나고라 성당에 부속된 바오로회 수도원에는 쳉스토호바의 검은 성모라고 불리는 검은 성모화가 있는데, 쳉스토호바의 검은 성모는 폴란드의 수호성인으로 공경받고 있다. 이후 비신스키 신부는 루블린에서 4년을 지내다가 1929년 루블린 가톨릭 대학교에서 신학과 교회법, 사회 과학 분야에서 박사학위를 받았다. 교회법에 대한 그의 논문은 ‘학교에 대한 가족과 교회, 국가의 권리’였다. 비신스키는 대학 졸업 후 수년 동안 유럽 전역을 여행하면서 추가적으로 공부하였다.
폴란드로 돌아온 비신스키 신부는 브워츠와베크 신학교의 교수로 등용되었다. 1939년 제2차 세계대전이 발발하고 비신스키 신부는 노동 계층을 위한 사목을 했다는 전력으로 독일인들의 수배를 받자 브워츠와베크를 떠났다. 코잘 주교의 요청으로 그는 바르샤바 인근의 라스키로 갔다. 1944년 바르샤바 봉기가 일어나자 비신스키 신부는 라드완 2세라는 가명을 쓰고 라스키에 있는 반군 병원과 폴란드의 저항조직인 졸리보쉬(Zoliborz) 부대의 군종 신부가 되었다.
나치 독일과의 전쟁이 종결된 지 1년 후인 1945년, 비신스키 신부는 브워츠와베크에 되돌아왔다. 거기서 그는 파괴된 신학교를 복구시키는 계획에 착수하였으며, 얼마 후 신학교 학장과 가톨릭 주간신문의 편집장이 되었다.

## 주교
1년 후인 1946년 3월 25일 교황 비오 12세는 비신스키 신부를 루블린 교구의 교구장 주교로 임명하였다. 비신스키의 주교 성성 및 착좌식은 같은해 5월 12일에 거행되었다. 1948년 10월 22일 아우구스트 흘론드 추기경이 선종하자 비신스키 주교가 그의 뒤를 이어 1948년 11월 12일 그니에즈노와 바르샤바 대교구장 및 폴란드의 수석 주교로 임명되었다.

### 공산주의에 대한 저항
1944년 제2차 세계대전이 종식되었지만, 소련의 사주를 받는 공산당 정부가 폴란드에 들어서게 되면서 폴란드의 상황은 다시 악화일로에 빠지기 시작했다. 폴란드 가톨릭교회는 영국 런던에 있던 폴란드 임시 정부가 조속히 귀국하여 스탈린의 꼭두각시 정부를 몰아내기를 바라고 있었다. 그리하여 가톨릭교회는 반공산주의자들에 대한 지원을 아끼지 않았다. 당시 중요 문제는 공산당 정부가 교회 재산을 몰수하고 교회를 정치적으로 탄압하는 것이었다. 1950년 비신스키 대주교는 정부는 공산당 정부와 비밀 조약을 맺기로 결정하였다. 그리하여 1950년 2월 14일 폴란드 가톨릭 주교단과 공산당 정부 간에 조약이 체결되었는데, 이 조약으로 인해 폴란드 내에서 교회의 정치적 분쟁을 해결하였다. 조약에 따라 공산당 정부는 교회 재산에 대해 건드리지 않는 대신 교회는 정치 문제에서 손을 뗐다. 그리고 국공립학교 내에서 종교 교육은 할 수 없게 되었으며, 심지어 앞으로 주교를 선정할 때는 교회에서 제시한 세 명의 후보 가운데 정부 관계자가 선택해 추천하게 되었다. 훗날 최초의 폴란드인 교황이 되는 카롤 보이티와 역시 이러한 방식에 따라 주교로 임명되었다.
그러나 1953년부터 또다시 박해의 물결이 폴란드를 휩쓸기 시작했다. 주교들이 공산당 정부에 반항하는 이들을 계속 지지하자 이에 대한 보복으로 성직자들이 무더기로 압송되거나 감금되었는데, 비신스키도 예외는 아니었다. 1953년 9월 25일 비신스키는 리바이드에 잠시 가택 연금되다가 나중에 오폴레 인근의 프루드니크에 있는 리드즈바르크 마르민스치 근처에 있는 스토체크에 가택 연금되었다. 그러다가 나중에 또 비에쉬차드 산에 있는 코만차 수도원으로 옮겨져 가택 연금되었다. 이 시기 동안 수많은 성직자와 민주화 운동가들이 악랄한 고문과 학대를 받았다. 비신스키 대주교는 1956년 10월 26일 구금 상태에서 풀려났다.

### 유다인들과의 관계
비신스키는 자신의 사목 지역에 거주하는 유다인들에게 은신처를 마련해 줌으로써 종교적 박해로부터 보호해 주었으며, 정부가 유다인들에 대한 특혜를 거부했을 때에도 그들의 종교 행사에 사용할 자금마저 대줄 정도로 유다인들의 삶의 질을 개선하기 위하여 고군분투하였다.

## 추기경으로서의 삶
1953년 1월 12일 비신스키는 교황 비오 12세에 의해 산타 마리아 인 트라스테베레 성당의 사제급 추기경에 임명되었다. 비신스키는 결코 자신의 종교적·사회적 활동을 멈추지 않았다. 특히 1996년에 있었던 폴란드 교회 최대 축제인 폴란드 최초의 군주 미에슈코 1세의 세례 기념 1000주년 행사는 그의 최고 업적으로 손꼽히고 있다. 폴란드 공산 정부는 축제기간 동안 교황 바오로 6세의 폴란드 방문은 물론 비신스키 추기경이 외국 출장을 저지하였다. 1978년 크라쿠프 대교구장 카롤 보이티와 추기경이 교황 요한 바오로 2세로 선출되고 1979년에 역사적으로 폴란드를 방문했을 당시, 비신스키 추기경은 요한 바오로 2세의 폴란드 방문을 성공적으로 이끌었으며 이후 그의 명성은 절정에 다다랐다. 비신스키는 1980년에 일어난 사회 불안 문제에 대해서도 묵과하지 않았다. 폴란드에 자유노조가 결성되자 비신스키는 자유노조의 권리를 강력히 옹호하면서 정부와 파업에 참가한 노동자 양측에 책임 있는 행동을 할 것을 주문하였다.
비신스키 추기경은 1981년 5월 28일 향년 79세의 나이에 선종하였다.